# Whose Line Is It Anyway?
Whose Line Is It Anyway? je britská show improvizační komedie. Pořad vysílala televize Channel 4 s moderátorem Clivem Andersonem v letech 1988 až 1998. Na pořad později volně navázala americká verze.
Tímto pořadem se inspirovaly i jiné show. Například na Slovensku a v Česku vznikla na základě tohoto pořadu show Partička.

## Náplň show
Show byla založena na improvizaci. Kromě diváků ve studiu se jí především účastnili čtyři aktéři, kterým moderátor zadával různé úkoly (nazývané hry) a za ty rozdával body. Témata jednotlivých her byla částečně dána (to, co se má odehrát, v jaké formě, co se během hry musí ten který účinkující dělat), částečně mohla být ovlivněna náměty diváků.

### Hry
Hry byly buď situační a improvizační scénky, ztížené nějakým cílem či úkolem; další častou skupinou byly písničky popř. jejich kombinace. Typů her bylo vymyšleno několik desítek (viz jejich seznam v anglickém jazyce).

### Rekvizity
Většina her se na menším pódiu, na kterém byla předváděna, obešla bez dodatečných rekvizit, popř. se tyto omezily max. na židličku nebo pokrývku hlavy. Pouze několik málo her bylo na rekvizitách založeno.

### Diváci
Některé detaily, které do významné míry určily konečnou podobu hry, byly určeny publikem ve studiu těsně před jejím začátkem. Mezi tyto detaily patřilo např. zaměstnání některých postav, které měli herci v té které hře zahrát, dramatický konflikt, který se během hry měl vyřešit, někdy i samotná zápletka. Diváci ve studiu měli před zahájením natáčení daného dílu možnost napsat své nápady na papírek; produkce z nich následně vybrala potenciálně dobré a ty použila v některých hrách. V pozdějších epizodách se diváci (moderátorem náhodně vybraní z publika) u některých her přímo zapojovali do děje.

### Moderátor
Moderátorem britské verze byl Clive Anderson. Úkolem moderátora bylo na začátku představit účinkující, vysvětlovat pravidla a účel každé následující hry (v prvních sériích docela podrobně), tázat se na doplňující náměty z obecenstva a přidělovat body. Na pultíku, za kterým seděl, měl i bzučák, jehož stisknutím mohl ukončovat tu kterou hru (nebo její část). U Clivea Andersona existovala spíše kultivovaná a vtipná slovní ekvilibristika mezi ním a účinkujícími a omezil se pouze na funkci moderátora s patřičnou autoritou.

### Body
Počet bodů, které moderátor na konci každé scénky rozdal, byl pouze na jeho uvážení. Přestože tedy show byla i soutěží, body nebyly příliš důležité — účinkujícímu, který získal nejvíce bodů, se na konci show dostalo jen „privilegia“ přečíst ubíhající závěrečné titulky ve stylu, který mu určil moderátor.

### Aktéři
Aktéři se v televizní verzi show často měnili; produkce patrně chtěla rozmanitost a současně zkoušela, jakou odezvu bude ten který účinkující mít na sledovanost a oblíbenost u divácké veřejnosti. Zváni proto byli např. i herci různých amatérských či divadelních skupin a komici z jiných zemí. Zpočátku jeden, poté dva z nich se začali objevovat častěji a nakonec se stali pravidelnými účinkujícími. Od první série to byl nadějný britský herec a komik John Sessions, který pomáhal i na podobě show; později ale práci na ní ukončil. Zhruba od šesté série se jako pravidelní účinkující postupně etablovali Ryan Stiles a Colin Mochrie, kteří následně působili jako pravidelní účinkující i v sériích americké verze show.

### Hosté
V několika málo epizodách hostovali mezi účinkujícími významné herecké osobnosti – Whoopi Goldberg nebo Kathy Griffin.
Jiní, jako např. David Hasselhoff, Jerry Springer, Sid Caesar, Hugh Hefner, Florence Henderson, se ve většině případů zapojili jen na určité hry. Velmi oblíbená byla epizoda věnovaná výstřednímu kondičnímu trenérovi Richardu Simmonsovi, který sice nebyl mezi soutěžícími, ale v průběhu show se několikrát objevil a zahrál si hned v několika hrách.

### Hudební doprovod
Pro skupinu her, ve kterých účinkující zpívali (nebo měly jen hudební podklad), byly ve studiu hudební nástroje a hudebník (popř. hudebníci), kteří zajistili patřičný doprovod. Pro britskou řadu to byl Richard Vranch, který ovládal hru na klavír a elektrickou kytaru. Hlavní hudebnicí americké verze byla Laura Hall (klavír), často doprovázená Lindou Taylor (kytara, el. kytara, syntezátor), popř. i Cece Worrall-Ruben (saxofon). Hudebníkem původní rádiově vysílané verze byl Colin Sell.

## Autoři a produkce
Autory původního formátu show jsou Dan Patterson a Mark Leveson. Produkce anglické verze je studio Hat Trick Productions.